# Cârăști
Cârăști falu Romániában, Erdélyben, Fehér megyében.

## Története
Cârăşti korábban Felsővidra része volt, 1956 körül vált külön 87 lakossal. 1966-ban 83, 1977-ben 58, 1992-ben 38, 2002-ben 30 román lakosa volt.